# Carl Gustaf Lewenhaupt
Carl Gustaf Moritz Thure Lewenhaupt (Örebro, 7 gennaio 1884 – Stoccolma, 11 maggio 1935) è stato un cavaliere svedese.

## Palmarès

### Olimpiadi
- 1 medaglia:
  - 1 bronzo (Anversa 1920 nel salto individuale)